# Kalku garsa
Kalku garsa este o arie protejată (arie specială de conservare — SAC, sit de importanță comunitară — SCI, arie de protecție specială avifaunistică — SPA) din Letonia întinsă pe o suprafață de 27,92 ha, integral pe uscat.

## Localizare
Centrul sitului Kalku garsa este situat la coordonatele 57°22′52″N 26°58′11″E / 57.3811°N 26.9696°E.

## Înființare
Situl Kalku garsa a fost declarat arie de protecție specială avifaunistică în decembrie 2003 pentru a proteja . Alte tipuri de protecție:
- sit de importanță comunitară (în mai 2004)
- arie specială de conservare (în mai 2004)[1][3][4]

## Biodiversitate
Situată în ecoregiunea boreală, aria protejată conține 3 habitate naturale: Fânețe de joasă altitudine (Alopecurus pratensis, Sanguisorba officinalis), Păduri caducifoliate de mlaștină fino-scandinave, Păduri de stejar sau de stejar și carpen sub-atlantice și medio-europene de Carpinion betuli.
La baza desemnării sitului se află un număr nedeclarat de specii protejate:
Pe lângă speciile protejate, pe teritoriul sitului au mai fost identificate 4 specii de plante.